# Molophilus uniclavatus
Molophilus uniclavatus là một loài ruồi trong họ Limoniidae. Chúng phân bố ở miền Cổ bắc.